# 学校法人成城学園
学校法人成城学園（がっこうほうじんせいじょうがくえん）は、日本の学校法人。

## 沿革
出典

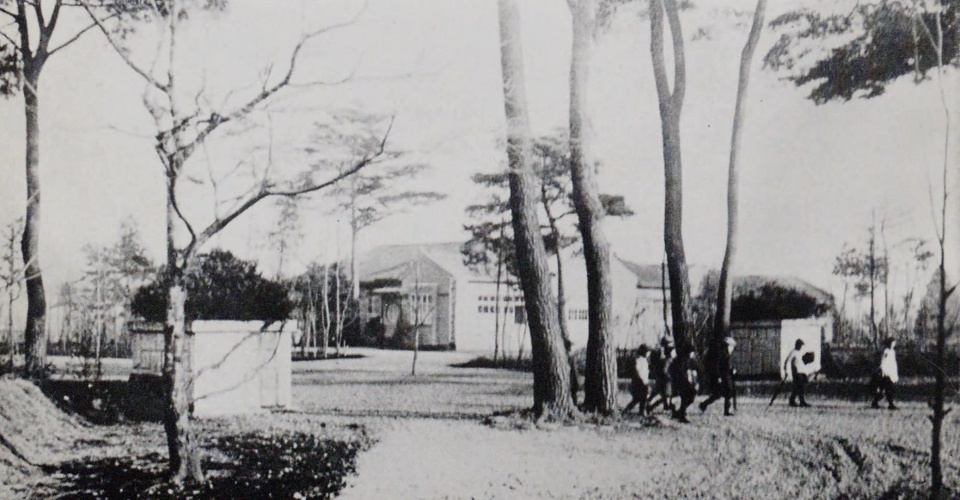
成城学園正門（1928年12月頃）

成城学園の歴史は、1917年（大正6年）、澤柳政太郎が日本の初等教育改造を志し実験的教育の場として、成城学校内に併設した成城小学校に始まり、さらに父兄会の財政的支援のもと、卒業生の受け皿として（旧制）成城第二中学校・（旧制）成城高等学校が設立され、学園の拡充が進んだ。この過程で成城小学校・第二中学校・高等学校を運営する独立の財団法人成城学園が成城中学校から分離して設立され、これが現在の学校法人成城学園の前身となった。
- 1917年（大正6年） - 東京市牛込区（現在の新宿区）原町の成城中学校内に成城小学校を創設
- 1922年 - 成城小学校の敷地内に成城第二中学校を創設
- 1925年 - 成城第二中学を現在の場所である府下北多摩郡砧村喜多見（現在の世田谷区成城）に移転、成城玉川小学校付設、成城幼稚園創設
- 1926年 - 成城学校から独立の財団を設置し、（旧制）成城高等学校 (旧制)（7年制）創設、成城第二中学校廃止
- 1927年（昭和2年） - （旧制）成城高等女学校（5年制）創設
- 1928年 - 成城小学校を祖師谷地区に移転、成城玉川小学校を併合、牛込の旧成城小学校を成城小学校分教場とする
- 1929年 - 牛込の成城小学校分教場閉鎖、成城学校からの分離を完了、小原國芳並行して、玉川学園創立
- 1933年 - 玉川学園創立を契機とした成城事件を機に成城学園を離れた教師、父母らによって和光学園創立
- 1947年 - 成城学園中学校開設
- 1948年 - 成城学園高等学校開設、旧制成城高等女学校（5年制）廃止
- 1950年 - 旧制成城高等学校（7年制）を廃止し新制大学として成城大学創設
- 1986年 - アルザス成城学園中等部・高等部開設
- 2006年（平成18年） - 中学校・高等学校を統合し成城学園中学校高等学校に名称を変更

## 成城学園校歌
成城学園校歌は在学生に対する公募というかたちでつくられ、昭和2年11月6日に開催された全学園体育大会で当選作が発表された。作詞は高等科理科乙類二年の鳥居英造、作曲は高等科文科甲類二年の深野明雄 (ともに旧制成城高等学校の第一回生)。
成城学園校歌
作詞 鳥居英造　作曲 深野明雄

1　春の武蔵野あけそめて　黎明つぐる鳥の声

　 ふりにし松の語るもと　我が成城に栄光あれや

　 はえあれや

2　都のどよみよそにして　友とえらびしこの自然

　 なれの黙示を胸にして　内なるものを培わん

　 いざやいざ

3　秋の芙蓉のにおうごと　時空の上にそそり立つ

　 真理こそは一すぢに　我がとこしへの命なれ

　 いのちなれ

4　高くかかげし全人の　旗色しるく理想へと

　 学びの道に進みゆく　我が成城に栄光あれや

　 はえあれや

## 設置校
- 成城大学
- 成城学園中学校高等学校
- 成城学園初等学校
- 成城幼稚園

## 廃止校
- アルザス成城学園（中等部・高等部） - 2005年（平成17年）3月にて廃校
- 成城大学短期大学部 - 2006年（平成18年）3月にて廃校

## 教育理念
- 一、個性尊重の教育　（附、能率の高い教育）
- 二、自然と親しむ教育　（附、剛健不撓の意志の教育）
- 三、心情の教育　（附、鑑賞の教育）
- 四、科学的研究を基とする教育

## 成城学校との関係
成城学園は成城学校内に併設された成城小学校に由来するが、当初から大正自由教育を行うなど独立色が強く、まず成城中学とは別に自らの系列の学校として成城第二中学を設立、ついで第二中学を尋常科として包摂する形で旧制成城高等学校を創立した時点で、財団法人成城学園を設立し、正式に成城学校から独立した（財団法人であるのは戦前には学校法人という制度は存在しなかったため）。
この時点では澤柳の新教育の実験学校としての性格を残したいという意向もあって、成城小学校は新宿に成城学校に属したまま残された。ただし、学園に属する成城玉川小学校と同様に、無試験で成城高等学校尋常科へ進学できる取り決めとなっていた。成城小学校の成城学園への移管が完了するのは1929年のことである。
財団法人成城学園の設立以後は、成城学園には、旧制成城高等学校（旧制成城第二中学校は高等学校尋常科として解消）、（昭和4年から）旧制成城小学校（旧制成城初等学校）などが属し、成城学校には、旧制成城中学校が属した。
戦後の学制改革により成城小学校（成城初等学校）は成城学園初等学校に、成城高等学校は成城学園中学校高等学校と成城大学となる。対し、成城学校側は、成城中学校・高等学校となった。
したがって、単に成城高校とだけいった場合は、戦前の成城学園の旧制高校と、戦後の成城学校の新制高校の、いずれをも意味しうるため、いずれであるのかにつき、注意が必要である（これは同じ学校が帰属が変わったということではなく、名称が互いに変わっただけである）。なお、大阪府立成城高等学校とは関連がない。